# 寨子乡 (金阳县)
寨子乡，是中华人民共和国四川省凉山彝族自治州金阳县曾经下辖的一个乡。2021年1月12日，撤销寨子乡，其所属行政区域为甲依乡的行政区域。

## 行政区划
寨子乡撤销前下辖以下地区：
洛尼布村、吉恩村、结捏托村、色期村和阿布豁村。